# Smyriodes carburaria
Smyriodes carburaria là một loài bướm đêm trong họ Geometridae.